# 鸻刺缘吸虫
鸻刺缘吸虫（学名：Acanthoparyphium charadrii）为棘口科刺缘属的动物。分布于日本、非洲以及中国大陆的福建等地，营寄生生活，宿主蛎鹬以及寄生在肠中。